# Wayfair
Wayfair Inc. là một công ty thương mại điện tử của Mỹ có trụ sở chính tại Boston, Massachusetts. Công ty này kinh doanh bán đồ nội thất và hàng gia dụng trực tuyến. Trước đây được biết đến với tên CSN Stores, công ty được thành lập vào năm 2002 và hiện nay cung cấp hơn 14 triệu sản phẩm từ hơn 11.000 nhà cung cấp trên toàn cầu.
Wayfair có các văn phòng và nhà kho trải rộng khắp Hoa Kỳ và tại Canada, Đức, Ireland và Vương quốc Anh.
Wayfair điều hành năm trang web bán lẻ mang thương hiệu riêng bao gồm: trang chủ chính thức Wayfair, Joss & Main, AllModern, Birch Lane, và Perigold.